# 経貿園区駅
経貿園区駅（けいぼうえんくえき）は台湾高雄市前鎮区鎮北里にある高雄捷運環状軽軌の駅。駅番号はC6。成功二路と正勤路の交差点に位置する。

## 駅構造
相対式ホーム2面2線の地上駅。
| 地上                                       |                                                 |
| 成功二路（北行き）                         |                                                 |
| 成功二路（南行き）                         |                                                 |
| 歩道                                       |                                                 |
| 相対式ホーム、右側のドアが開く。簡易改札機 |                                                 |
| 内回り・下り                               | ←■環状軽軌 哈瑪星・鼓山区公所方面（軟体園区駅） |
| 外回り・上り                               | →■環状軽軌 籬仔内・凱旋公園方面（夢時代駅）→    |
| 相対式ホーム、右側のドアが開く。簡易改札機 |                                                 |
| 歩道                                       |                                                 |

## 歴史
計画時の仮称は正勤国宅駅だった。
- 2013年6月4日 - 起工[1]。
- 2015年3月29日 - 駅名が「経貿園区駅」に決定[2][註 1]。
- 2016年
  - 6月26日 - プレ開業[3][4]。
  - 7月4日 - 正式開業により増便。

## 駅周辺
- 高雄多功能経済貿易園区（経貿園区）
- 台電南部火力発電所（zh:南部發電廠）
- zh:正勤君毅社區
- 五号船渠（5号ドック）
- 五号船渠自転車道
- 興仁国中野球場
- コストコ南高雄店

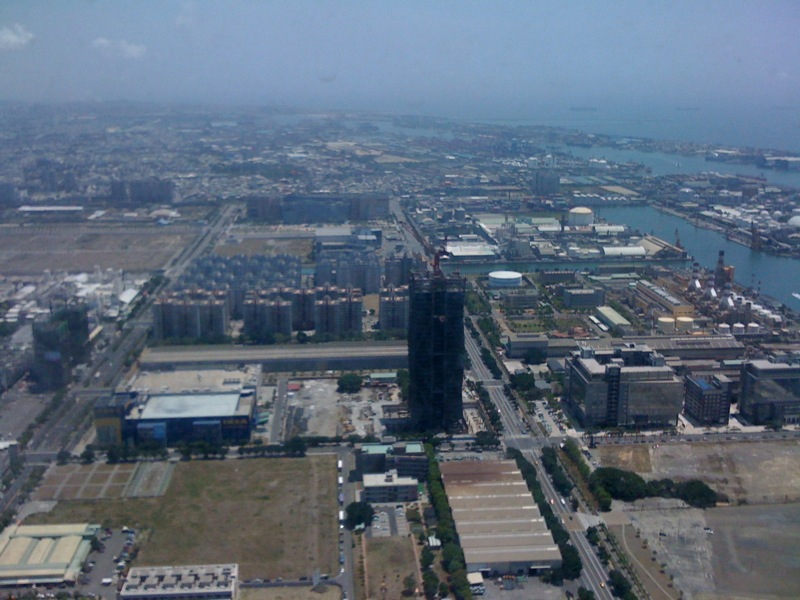
経貿園区全景（2010年）
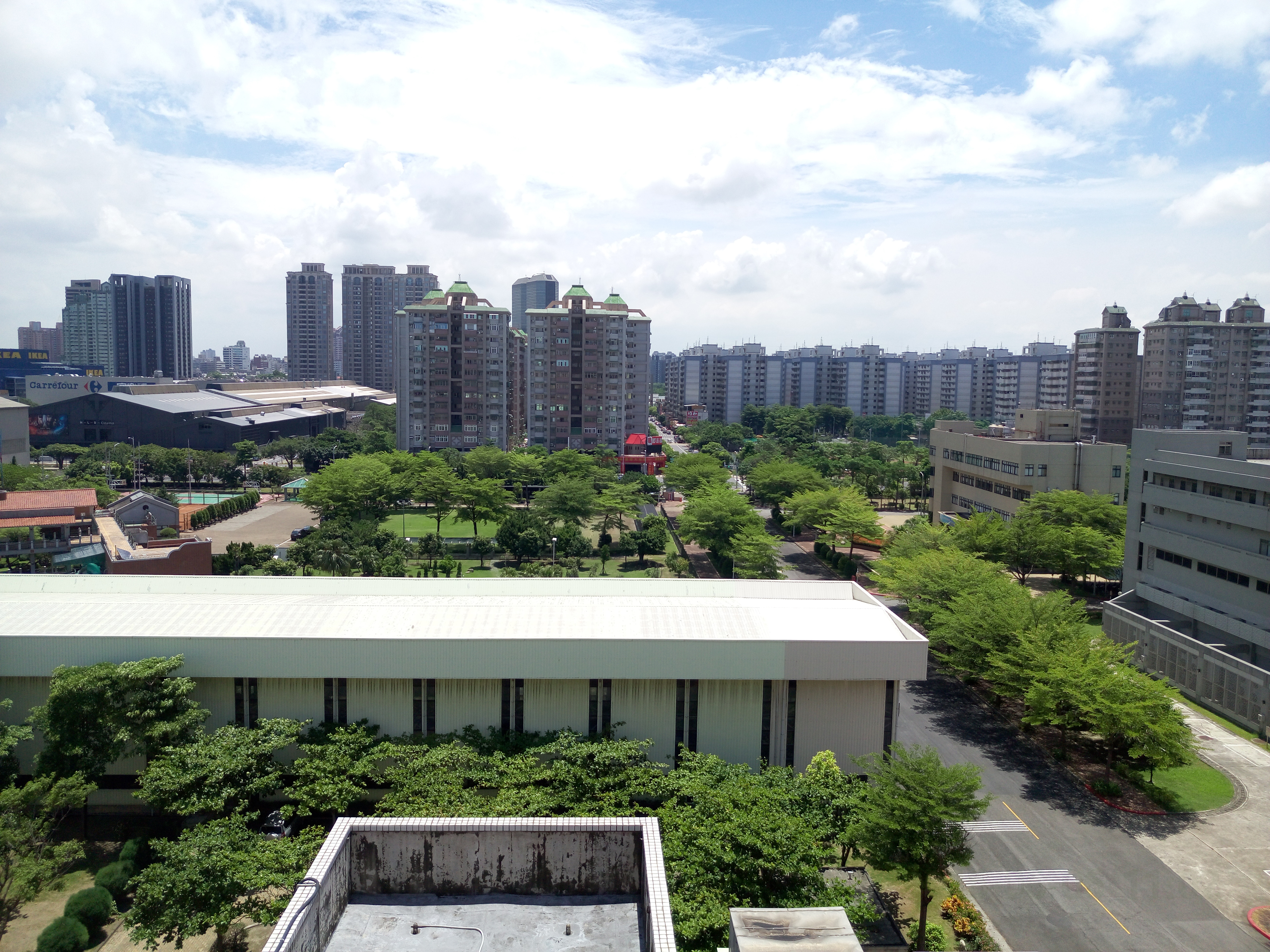
南部発電所構内
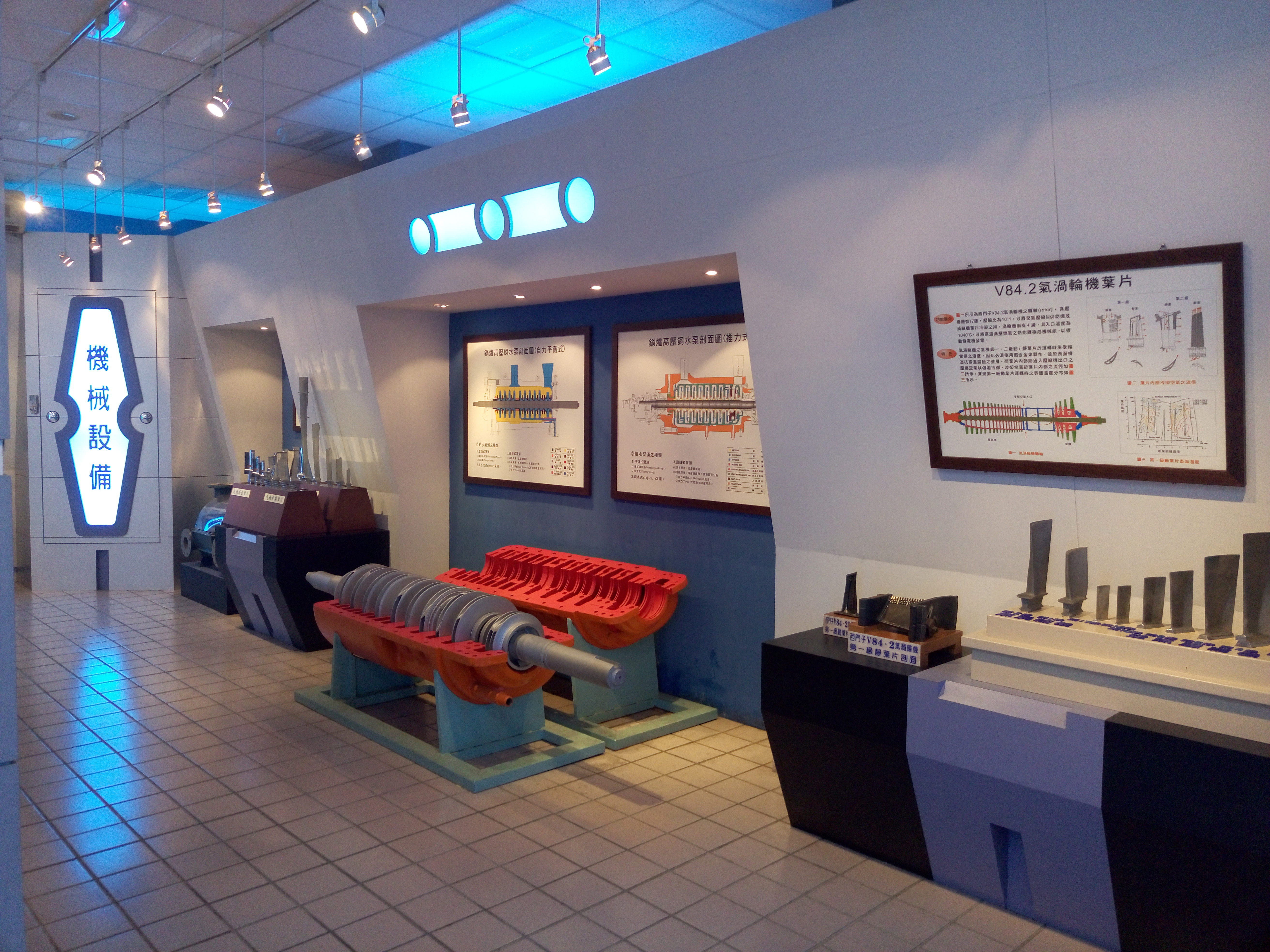
南部発電所電力展示館

## バス
高雄市公車
停留所名は「純邦社區」と「正勤路」。
| 系統              | 事業者      | 区間                   | 備考                                                    |
| ----------------- | ----------- | ---------------------- | ------------------------------------------------------- |
| 36                | zh:港都客運 | zh:前鎮站 - 高雄駅     |                                                         |
| 三多幹線（70）    | 港都客運    | 前鎮站 - 長庚医院      | B線：鎮洲路経由。一部澄清湖まで延長運行。               |
| 72                | zh:漢程客運 | zh:金獅湖站 - 中正高工 | B線は正勤社区まで延長運行。二段運賃。一部は正勤路站発着 |
| 環東幹線（168東） | 漢程客運    | 金獅湖站 - 金獅湖站    | 二段運賃                                                |
| 環西幹線（168西） | 漢程客運    | 金獅湖站 - 金獅湖站    | 二段運賃                                                |
| 中華幹線（205）   | 港都客運    | 加昌站 - 夢時代        | 二段運賃。                                              |
| 214A              | 港都客運    | 小港站 - 歴史博物館    |                                                         |
| 214B              | 港都客運    | 前鎮站 - 歴史博物館    |                                                         |
| 紅16              | zh:東南客運 | 軟体園区 - 三多商圈駅  | 一部は正勤路站発着                                      |

## 隣の駅
高雄捷運
■環状軽軌
夢時代駅 C5 - 経貿園区駅 C6 - 軟体園区駅 C7